# Álvaro Salazar
Álvaro Luis Salazar Bravo (Linares, 24 marzo 1993) è un calciatore cileno, portiere del Barnechea.

## Palmarès

### Club

#### Competizioni nazionali
- Campionato cileno: 3

Colo-Colo: 2013-2014 (Clausura), 2015-2016 (Apertura), 2017 (Transición)
- Copa Chile: 1

Colo-Colo: 2016